# Lucius Ansius Epaphroditus
Lucius Ansius Epaphroditus war ein antiker römischer Toreut (Metallbildner) aus Kampanien, sehr wahrscheinlich aus Capua.
Von Epaphroditus ist die große Anzahl von 40 signierten Werken überliefert. Damit ist er nach Publius Cipius Polybius, mit mehr als 100 überlieferten signierten Stücken, der antike Toreut mit den zweitmeisten überlieferten signierten Werken. Dabei handelt es sich um Kasserollen und Schalen aus Bronze. Sie weisen eine große Verbreitung auf und wurden in Italien, der Schweiz, Frankreich, dem Vereinigten Königreich, Luxemburg, den Niederlanden, Deutschland, Dänemark, Schweden, der Slowakei, Ungarn, Kroatien und Russland sowie möglicherweise in der Türkei gefunden, was für ausgeprägte und gut funktionierende Fernhandelsstrukturen spricht.
Heinrich Willers beschrieb die Bedeutung von Ansius Epaphroditus und Cipius Polybius 1901 mit den Worten „Nach Ausweis der Funde haben die beiden Fabrikanten [...] die größten Betriebe gehabt und mit ihren Waren den Weltmarkt beherrscht“. Zudem stammen beide aus bedeutenden kampanischen Familien, die derartige Produkte fertigten. Von Epaphroditus sind die sicher mit ihm verwandten Lucius Ansius Phoebus und Lucius Ansius Diodorus bekannt. Zwischen den 1900er Jahren und den 1980er Jahren gab es bei einer Verdopplung des Fundmaterials eine etwa prozentual gleichmäßige Zunahme an Neufunden beider Betriebe im Vergleich zu dem Willers bekannten Material, weshalb man davon ausgehen kann, dass die Fundmenge in etwa die Größenverhältnisse der Unternehmen widerspiegelt.
Drei Formen herrschten bei den signierten Formen vor: Kasserollen mit rundem Loch, Trifoliarkasserollen (Kleeblattkasserollen) und Badeschalen. Es ist unbekannt, ob darüber hinaus weitere Formen in größerer Zahl produziert wurden, wobei andere Formen abgesehen von Kellen generell nur selten signiert wurden. Möglicherweise ist es auch ein Indiz für eine sehr spezialisierte Werkstatt. Es ist zumindest auffallend, dass sich unter Stücken des Epaphroditus nicht eine der beiden bekanntesten Formen aus Capua fand, nämlich die der Schwanenkopfkasserollen oder der Kasserollen mit halbrundem Loch. Die signierten Badeschalen wurden fast alle innerhalb Italiens gefunden, waren demnach kein so großer Exporterfolg wie die Kasserollen. Im sogenannten „Barbarikum“ gab es bislang gar keine Funde. Es ist zudem unbekannt, wie die Stücke verbreitet wurden. Sicher wurden viele Stücke verhandelt, doch es ist anzunehmen, dass auch ein Teil, vor allem der Teil der Stücke, der in militärischen Kontexten gefunden wurde, auch aufgrund von Truppenbewegungen im Römischen Reich mit den Besitzern mitreiste. Zivile Fundumstände gibt es vor allem aus dem italischen Mutterland. Wahrscheinlich war es so, dass derart qualitätvolle Produkte nur von zahlungskräftiger Kundschaft bezahlt werden konnten, und das war außerhalb Italiens vor allem das Militär. Aus Hispanien und den asiatischen Reichsteilen, aber auch Afrika gibt es keine Funde. Das hat wohl nichts mit Fundumständen zu tun, sondern mit in Afrika und Hispanien ansässigen einheimischen Metallverarbeitern. Einzig die fehlenden Funde in Nordafrika können bislang nicht erklärt werden.
Abgesehen von den Fundstücken selbst gibt es keine weiteren literarischen oder epigraphischen Informationen zu Epaphroditus, allerdings ist in Capua die Familie der Ansier mehrfach belegt. Aladár Radnóti datierte die Erzeugnisse der Werkstatt in einen Zeitraum von etwa 50 bis 85 n. Chr. Da etwa ein Dutzend der Stücke in den Vesuvstädten, vorrangig Pompeji und Herculaneum, gefunden wurden, muss die Werkstatt in jedem Fall schon vor deren Verschüttung im Jahr 79 in Betrieb gewesen sein. Ein im Lager Y Gaer, dem antiken Cicucium, bei Brecon in Wales gefundener signierter Griff kann nicht vor 75, aber auch spätestens gegen Ende des Jahrhunderts in den Boden gelangt sein. Ein in einem Grab in Masera gefundenes Stück war mit Münzen aus der Regierungszeit des Kaisers Nero (regierte 54 bis 68) vergesellschaftet. All die Daten lassen aber nur eine ungenaue Einordnung zu, da nicht bekannt ist, wie lange sie im Umlauf waren.
Der Cognomen Epaphroditus weist auf eine griechische Herkunft hin, somit kann man annehmen, dass er ein Freigelassener war. Die gestempelte Signatur war nicht immer gleich, mal lautete sie EPAPHRODITI, mal EPHAPRODITI. Das hatte wahrscheinlich keine tiefer liegenden Gründe, sondern es war schlichtweg nicht ganz unproblematisch und auch nicht einheitlich gehandhabt, wie man griechische Namen ins Lateinische übertrug. Welche praktische Position Epaphroditus innehatte, ist unklar. Ob er nur der Besitzer war und die Signaturen als Markennamen zu verstehen sind oder ob er auch aktiv bei der Fertigung mitarbeitete, womit es wirkliche Herstellersignaturen wären, muss ungeklärt bleiben.